# Reprezentacja Nowej Kaledonii w rugby 7 mężczyzn
Reprezentacja Nowej Kaledonii w rugby 7 mężczyzn – zespół rugby 7, biorący udział w imieniu Nowej Kaledonii w meczach i sportowych imprezach międzynarodowych, powoływany przez selekcjonera, w którym mogą występować wyłącznie zawodnicy posiadający obywatelstwo tego kraju, mieszkający w nim, bądź kwalifikujący się ze względu na pochodzenie rodziców lub dziadków. Za jego funkcjonowanie odpowiedzialny jest Comité Régional de Rugby de Nouvelle-Calédonie, członek FORU.

## Turnieje

### Udział wmistrzostwach Oceanii
| Rok  | Wynik | Źródło |
| ---- | ----- | ------ |
| 2008 | –     |        |
| 2009 | –     |        |
| 2010 | –     |        |
| 2011 | 9.    |        |
| 2012 | –     |        |
| 2013 | –     |        |
| 2014 | 11.   |        |
| 2015 | –     |        |
| 2016 | 8.    |        |